# Apple TVアプリ
Apple TVアプリ（Apple TV app, Apple TV、TV、TVアプリとも呼ばれる）は、Appleが開発したメディアプレーヤー・ソフトウェアで、Appleが電子機器向けに配信しているテレビ番組や映画を視聴するためのものである。

## 概要
iTunes Store、オリジナルコンテンツ配信サービス「Apple TV+」、ア・ラ・カルト・ビデオ・オン・デマンドサービス「Apple TV Channels」のコンテンツをストリーミングやダウンロードで再生することができる。また、iPhone、iPad、iPod touch、Apple TVでは、他のビデオ・オン・デマンド・サービスの結びつけられたアプリからコンテンツを検索して接続することができる。
このアプリは、2016年12月に米国でiOSおよびtvOSのAppleデバイス向けにリリースされ、2017年後半から他の国にも展開された。
2019年から2020年にかけては、Macと第3世代のApple TVにも提供された。また、Apple TV+のサービス開始に合わせて、Apple製以外のデバイスにもアプリ提供が拡充され、2015年以降のRokuとAmazon Fire TVモデル、およびRoku TV、Fire TV Edition、サムスン・Tizen、LG webOS、Vizio SmartCastのスマートテレビプラットフォームの一部の新しいテレビモデルにも、一部の機能を省略しながら徐々に提供され、2020年10月にはソニー製Android TVの一部の新モデル、同年11月にソニーのPlayStation 4・PlayStation 5とマイクロソフトのXbox One・Xbox Series X/S、2021年2月にGoogleのChromecast with Google TVと後継機種のGoogle TV Streamer、同年12月にパナソニック製ビエラの一部モデルでもそれぞれ利用できるようになった。
2024年以降はスマートテレビやメディアストリーミングプレーヤー、ゲーム機以外のデバイスにも展開されるようになり、同年2月にはMicrosoft Windows、2025年2月にはAndroidのスマートフォンとタブレットでも利用できるようになった。

## 映画の購入/レンタルの機能
iOS/iPadOS 17.2およびtvOS 17.2では、映画の購入/レンタルと再ダウンロードの機能がiTunes Storeアプリから廃止された。Apple TVアプリでは、ユーザーによる評価とレビュー、ギフトを贈る機能、一部商品の解像度 (HD/SD)によって価格が変わる仕様が継承されていない。また「ウィッシュリスト」に追加した商品は、「次に観る」に自動で追加はされない。